# 特定送配電事業者
特定送配電事業者（とくていそうはいでんじぎょうしゃ）は、日本の電気事業法に定められた電気事業者の類型の一つで、経済産業大臣に特定送配電事業を営むことの届出をした者をいう。送電線、変電所、配電線などの送電設備・配電設備を維持、運用し、小売電気事業者または一般送配電事業者などのために特定の供給地点まで電気を送り届けることを事業とする。経済産業大臣の登録を受けた登録特定送配電事業者は、自己の送電設備・配電設備を使って一般の需要に応じて電気を供給すること（小売供給）ができる。

## 類似の業態
- 特定の供給地点まで電気を送り届ける特定送配電事業に対し、供給区域内の各所まで電気を送り届ける事業は、「一般送配電事業」という。特定送配電事業を営むためには経済産業大臣への届出で足りるのに対し、一般送配電事業を営むためには、経済産業大臣から許可を受ける必要がある。
- 「マンション一括受電」は、経済産業省が「一の需要場所内における電気のやり取り」と位置付けており、特定送配電事業の届出を要しない。
- 屋久島で電気を供給する屋久島電工は、経済産業大臣から「特定供給」の許可を受け、電気を供給している。特定送配電事業の届出はしていない。